# Patrimoine public de Liège
Le Patrimoine public de Liège est principalement représenté par son Palais des Princes-Évêques mais de nombreux bâtiments ont participé à la vie civile des Liégeois.

## Patrimoine ancien

### Le palais des Princes-Évêques

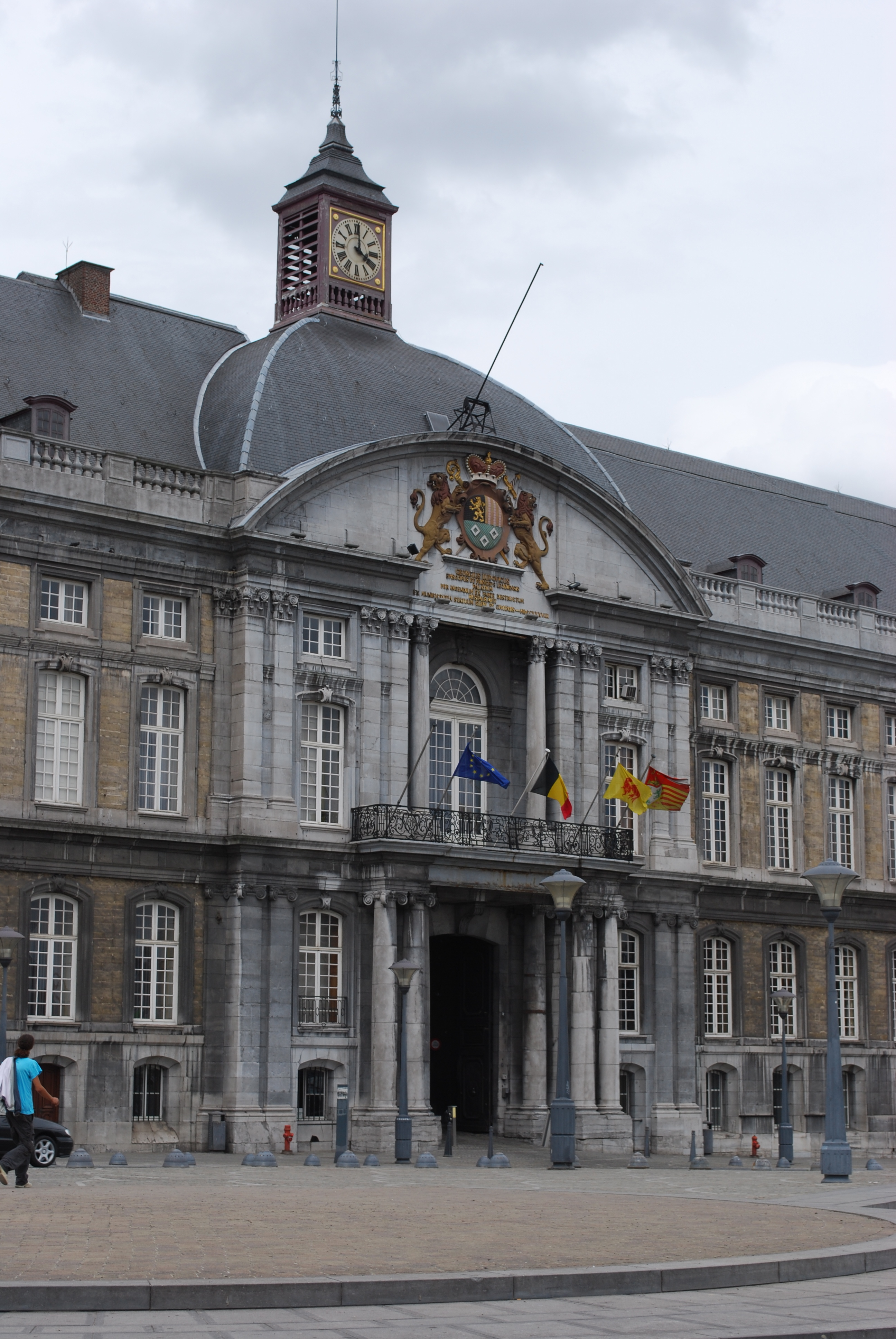
Façade du palais vue de la place Saint-Lambert

Le palais des Princes-Évêques  ou palais épiscopal, se situe sur la place Saint-Lambert dans le centre de Liège. Le palais actuel, devenu le palais de justice de Liège, a été reconstruit au XVIe siècle à l'initiative du cardinal Érard de La Marck, à l'emplacement d'un ancien édifice détruit lors du sac de Charles le Téméraire. Une nouvelle aile néo-gothique est le palais provincial.

### Le Perron liégeois

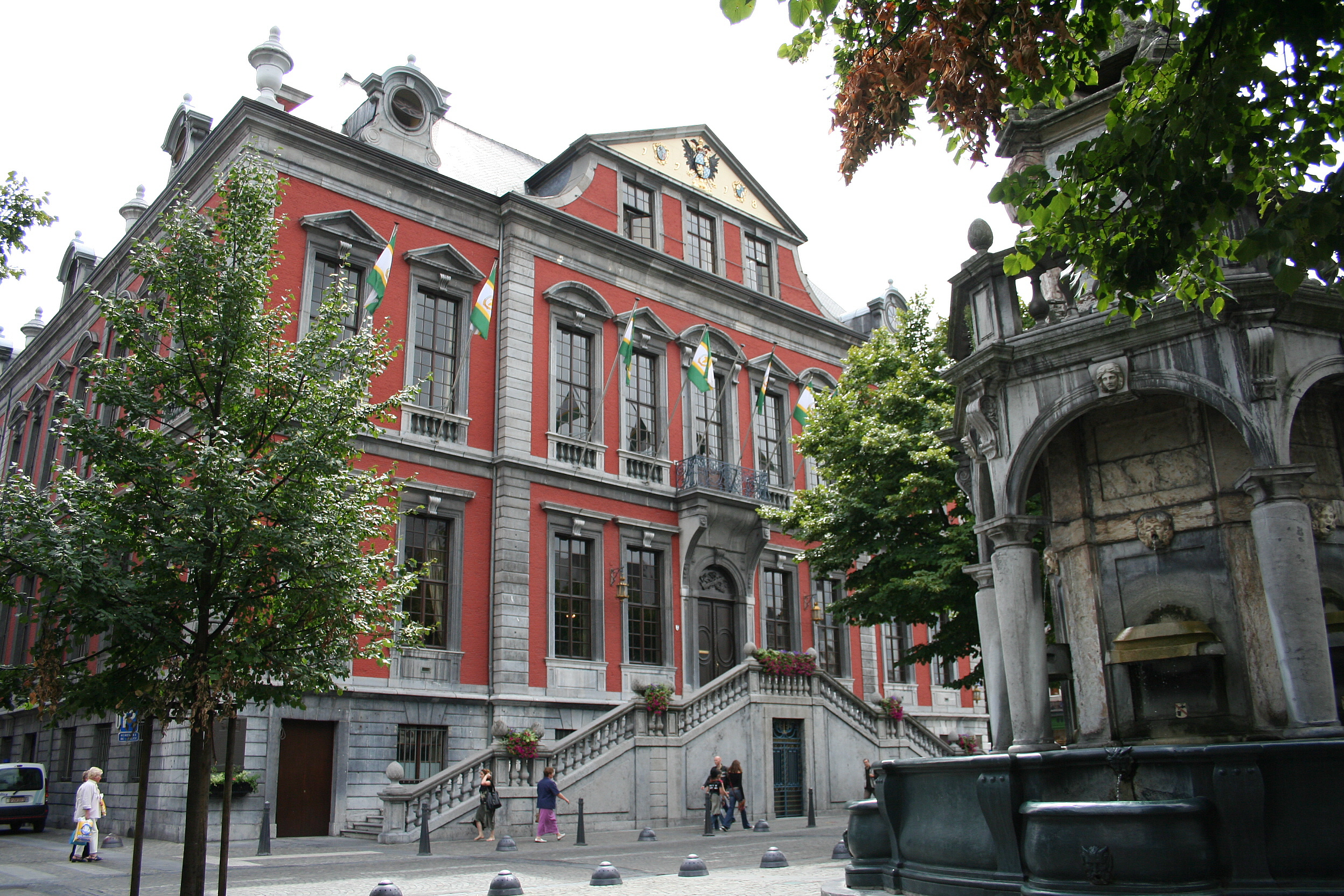
L'Hôtel de Ville et le Perron sur la place du Marché

Le Perron est le symbole de la justice du prince-évêque de Liège. Siècle après siècle, le perron s'est aussi affirmé comme le symbole des libertés et d'autonomie communale sous l'ancien Régime. Il est situé place du Marché en face de l'hôtel de ville.
Le perron de Liège est constitué d'une colonne sur un socle, surmontée d'une pomme de pin et d'une croix. L'origine en est obscure et probablement païenne.

### L'Hôtel de Ville
L'Hôtel de Ville de Liège, autrefois appelé La Violette est un bâtiment de la place du Marché construit dès 1714.

### La Halle aux Viandes
Les anciennes Halles aux Viandes serait d’après certains, le plus vieil édifice public de la ville.

### La Grande Halle à Meuse

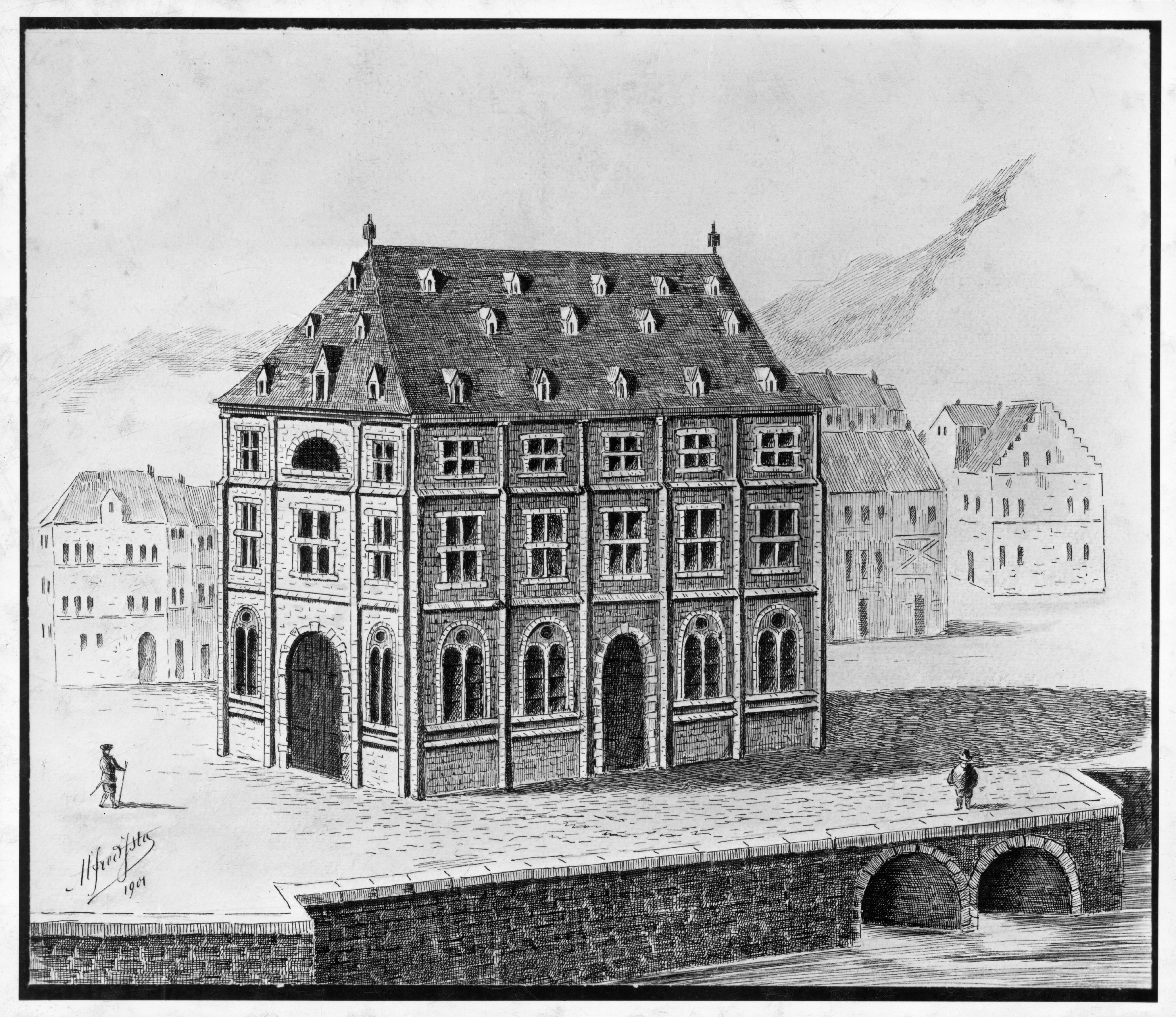
La Halle en 1649

Construite en 1515 sur la Batte, le bâtiment fut aménagé en 1767 par Barthélemy Digneffe pour servir de salle de théâtre. L'édifice fut détruit par un incendie en 1805.

### L'arsenal
La Tour en Bêche était située dans le quartier d'Outremeuse à hauteur des ponts Kennedy et de Longdoz est édifiée lors la construction de la seconde enceinte au début du XIIIe siècle.

### Halle aux draps
Les Drapiers se réunissaient en leur halle dont l'entrée voûtée, menant à l'impasse des Drapiers, est encore visible au no 62 de la rue Hors-Château, face au couvent des Pères Rédemptoristes dans le quartier Féronstrée et Hors-Château.
Elle avait perdu, au XVIIIe siècle, beaucoup de son importance : depuis 1551, le métier avait fait lotir la cour d'accès et si en 1734, il pouvait encore y entreposer les draps de Verviers qui avaient échappé à l'incendie du Palais, douze ans plus tard, en 1748, il envisageait sa transformation en théâtre. Au début du règne de Velbrück, le projet est repris et dès avant la révolution liégeoise, le local servit aux bals, concerts et spectacles. Il semble qu'elle ne soit pas habitée, dépourvue de tokaye,,.
Le lieu abrita le musée de Peinture.

#### Céarie
Dépendance du Palais, elle était affectée à la halle des drapiers.

### Anciennes portes de Liège
Les anciennes portes de Liège sont aménagées dans les anciens remparts de la seconde enceinte de Liège. Elles sont toutes démolies sauf une : la porte des Bégards.

### Anciens ponts de Liège
Les anciens ponts de Liège sont principalement la résultante de bras et de biefs de la Meuse et du confluent de l'Ourthe canalisé puis comblés au fil des siècles et d'un pont principal millénaire, jeté sur la Meuse, reliant la France et Bourgogne à Aix-la-Chapelle, Cologne et l'Allemagne.

## Patrimoine moderne

### Gare des Guillemins
La nouvelle gare de la ville, réalisée par Santiago Calatrava, est considérée comme une des plus belles d'Europe voire du monde.

### Cité administrative
La cité administrative construite dans les années 1960 regroupe l'ensemble des services communaux de la ville autrefois dispersés aux quatre coins de la ville.

### Cité des finances
Situé dans le quartier des Guillemins, la cité des finances avec une superficie d'environ 39 000 m2 est détruite pour être remplacée par la Tour des Finances.

### Médiacité
La Médiacité est un complexe commercial de 6,5 hectares, signée Ron Arad. Elle est située à proximité du centre de Liège, dans le quartier du Longdoz.